# 343e régiment d'infanterie
Le 343e régiment d'infanterie (343e RI) est un régiment d'infanterie de l'Armée de terre française constitué en 1914 avec les bataillons de réserve du 143e régiment d'infanterie.
À la mobilisation, chaque régiment d'active créé un régiment de réserve dont le numéro est le sien plus 200.

## Création et différentes dénominations
- 3 août 1914 : constitution du 343e régiment d'infanterie à Carcassonne. Il part pour la zone des armées le 14 août 1914.
- Son effectif à l'organisation est de 38 officiers et 2205 sous-officiers et hommes du rang.
- 22 juin 1916 : Le régiment est dissout dans les Vosges. Son 5e bataillon est versé dans le 215e RI, tandis que le 6e bataillon passe au 253e RI.

## Chefs de corps
- du août 1914 au 13 mars 1915 : lieutenant-colonel puis colonel Henri Prud'homme (promu au commandement de la 142e brigade d'infanterie).
- du 13 mars 1915 au 22 mars 1915 : chef de bataillon Théodore-Charles Champeu (par intérim).
- du 22 mars 1915 au 22 juin 1916 : lieutenant-colonel Maurice-Benjamin Clouscard.

## Première Guerre mondiale

### Affectation
- 41e division d'infanterie de décembre 1914 à juin 1916

#### 1914
- 16 août : vers Cunelières et Foussemagne.
- 19 août : vers Didenheim, Bataille de Dornach (1914).
- 26 août : vers Dambenois et Brognard.
- 19 septembre : au Col des Journaux.
- 25 septembre : vers Lesseux.

## Seconde Guerre mondiale
En juin 1940, avec le 215e régiment d'infanterie et le 281e régiment d'infanterie, il sert au sein de la 66e division d'infanterie (Division originaire du Languedoc) sur le front des Alpes.

## Drapeau
Il porte, cousues en lettres d'or dans ses plis, les inscriptions suivantes :
- Alsace 1914
- Vosges 1914-1915[3]

## Sources et bibliographie
- Historique du 343e régiment d'infanterie (3 août 1914-10 juin 1916), Belfort, A. Herbelin, 1920, 32 p., lire en ligne sur Gallica.